# Kanton Puy-l'Évêque
Puy-l'Évêque is een kanton van het Franse departement Lot. Het kanton maakt deel uit van de arrondissementen Cahors (19) en Gourdon (6). Het telde 11.481 inwoners in 2021.

## Gemeenten
Het kanton Puy-l'Évêque omvatte tot 2014 de volgende 16 gemeenten:
- Cassagnes
- Duravel
- Floressas
- Grézels
- Lacapelle-Cabanac
- Lagardelle
- Mauroux
- Montcabrier
- Pescadoires
- Prayssac
- Puy-l'Évêque (hoofdplaats)
- Saint-Martin-le-Redon
- Sérignac
- Soturac
- Touzac
- Vire-sur-Lot

Na de herindeling van de kantons door het decreet van 13 februari 2014, met uitwerking op 22 maart 2015, omvatte het kanton 27 gemeenten.
Op 1 januari 2019 werden de gemeenten Le Boulvé, Saint-Matré en Saux, alsook de gemeente Fargues uit het kanton Luzech, samengevoegd tot de fusiegemeente (commune nouvelle) Porte-du-Quercy, waarna bij decreet van 5 maart 2020 de deelgemeente Fargues naar dit kanton werd overgeheveld.
Sindsdien omvat het kanton volgende 25 gemeenten:
- Les Arques
- Cassagnes
- Duravel
- Floressas
- Frayssinet-le-Gélat
- Goujounac
- Grézels
- Les Junies
- Lacapelle-Cabanac
- Lagardelle
- Lherm
- Mauroux
- Montcabrier
- Montcléra
- Pescadoires
- Pomarède
- Porte-du-Quercy
- Prayssac
- Puy-l'Évêque
- Saint-Caprais
- Saint-Martin-le-Redon
- Sérignac
- Soturac
- Touzac
- Vire-sur-Lot